# Bolínao
Bolínao  (en filipino: Bulinaw)  es un municipio filipino de primera categoría, situado en la isla de Luzón y perteneciente a la provincia de Pangasinán en la Región Administrativa de Ilocos, también denominada Región I

## Geografía
En el extremo noroccidental de la provincia comprende la Isla Santiago situada entre el golfo de Lingayén y el Mar de la China Meridional. Linda al sur con el municipio de Bani y al este con el municipio insular de Anda

## Barangays
El municipio de Bolínao se divide, a los efectos administrativos, en 30 barangayes o barrios, conforme a la siguiente relación:
| - Arnedo - Balingasay - Binabalián - Cabuyao - Catuday - Catungi - Concordia (Población) - Culang | - Dewey - Estanza - Germinal (Población) - Goyoden - Ilog-Malino - Lambes - Liwa-liwa | - Lucero - Luciente I - Luciente II - Luna - Patar - Pilar - Salud - Samang del Norte | - Samang del Sur - Sampáloc - San Roque - Tara - Tupa - Victory - Zaragoza |  |

## Historia
Este municipio antiguamente incluida el vecino municipio de Anda que se independiza el 26 de mayo de 1849.

### Incorporación a Pangasinán
El 7 de noviembre de 1903, durante la ocupación estadounidense, la parte norte de Zambales fue incorporada a la provincia de Pangasinán.
Concretamente los municipios de Alaminos, Dasol, Bolínao, Anda, San Isidro de Putot, Bani, Agno e Infanta.

### Primera misa en Filipinas
El 18 de noviembre de 2007, alegando que en 1324, los misioneros franciscanos encabezados por un sacerdote italiano llamado Odorico celebraron una misa de acción de gracias bautizado nativos,  desafió al hecho histórico de que la Primera misa en Filipinas se celebró el 31 de marzo de 1521, domingo de Pascua, en Limasawa en el sur de Leyte.

## Idioma bolínao
El idioma bolínao se habla en los municipios pangasinenses de Anda y Bolínao. Lo emplean unas 50.000 personas, por lo que es la segunda lengua más hablada del grupo zambal.